# Дванадесяті свята в Східній православній церкві
У церквах візантійського обряду (Східна православна церква та греко-католицькі церкви) свято Воскресіння Христа, яке називається Великоднем, є найбільшим з усіх свят і тому його називають «святом свят». Одразу нижче за значенням стоїть група Дванадцяти великих свят (грец. Δωδεκάορτον). Разом із Великоднем це найважливіші дати візантійського богослужебного календаря. Вісім великих свят присвячені Ісусу Христу, а інші чотири присвячені Діві Марії — Богородиці.

## Історія та огляд

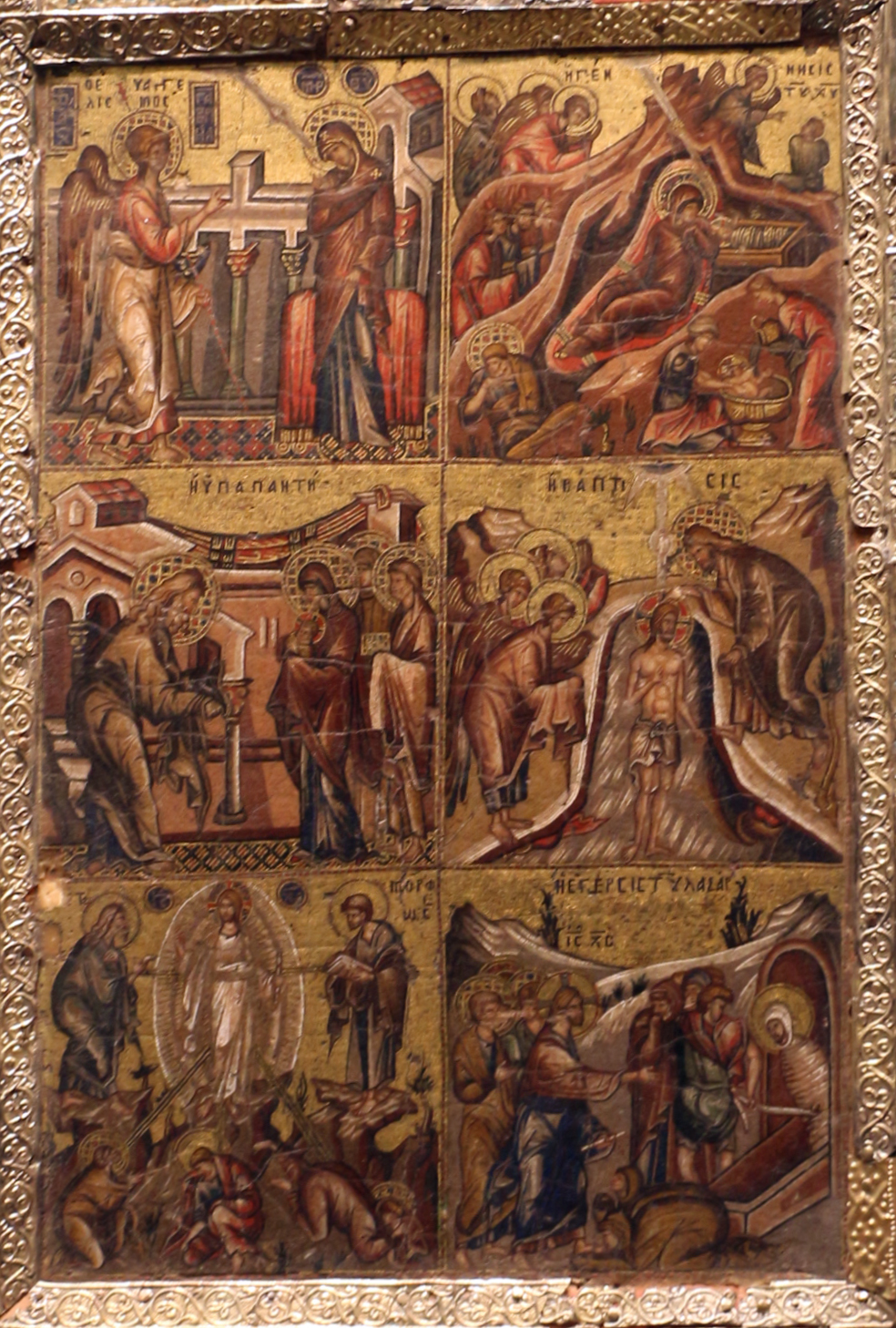
Флігеля візантійського мікромозаїчного диптиху 12 великих свят, бл. 1310. Зліва зверху: Благовіщення, Різдво, Стрітення, Хрещення, Преображення, Воскресіння Лазаря.

Дванадцятьма великими святами є такі (зауважте, що далі подано свята починаючи з індикту та за календарями автокефальних православних церков, які користуються новоюліанським, григоріанським календарями, зокрема Православної церкви України та Української греко-католицької церкви):
- Різдво Пресвятої Богородиці — 8 вересня;
- Воздвиження Хреста Господнього — 14 вересня;
- Уведення в храм Пресвятої Богородиці — 21 листопада;
- Різдво Христове — 25 грудня;
- Богоявлення — 6 січня;
- Стрітення Господнє — 2 лютого;
- Благовіщення — 25 березня;
- Вхід Господній у Єрусалим — неділя перед Великоднем (Вербна неділя) — перехідне;
- Вознесіння Господнє — 40-й день після Великодня, четвер — перехідне;
- Трійця (П'ятидесятниця, Сошестя Святого Духа) — 50-й день після Великодня, неділя — перехідне;
- Преображення Господнє — 6 серпня;
- Успіння Пресвятої Богородиці — 15 серпня;

Крім Дванадесятих великих свят Східна православна церква та греко-католицькі церкви мають ще п'ять свят, які зараховуються до числа великих, але не входять до дванадцяти. Це: Покрова Пресвятої Богородиці (1 жовтня), Обрізання Христове (1 січня), Різдво Івана Хрестителя (24 червня), свято Петра і Павла (29 червня) і Усікновення глави Івана Предтечі (29 серпня).

## Пояснення

### Різдво Пресвятої Богородиці
Марія народилася від літніх і раніше неплідних батьків на ім'я Йоаким і Анна (нині святі) у відповідь на їхні молитви. Православні християни не дотримуються римськокого вчення про непорочне зачаття Марії, в якому вчать, що Марія була збережена від гріха предків, який спіткає всіх нас як нащадків Адама та Єви, в очікуванні народження нею безгрішного Христос. Православні вірять, що Марія, як і все людство, було народжене лише для того, щоб зазнати наслідків гріха предків (народження в зіпсованому світі, оточеному спокусами гріха), головним з яких було поневолення смерті, і тому потребувало спасіння від цього поневолення, як і все людство. Римо-католицька доктрина непорочного зачаття також визнає, що Марія потребувала спасіння, розглядаючи її як запобігши потраплянню в шрам гріха, замість того, щоб її витягли з нього. Православні погляди різняться щодо того, чи Марія справді грішила, хоча існує загальна згода, що вона була очищена від гріха під час Благовіщення.

### Воздвиження Хреста Господнього
Воздвиження Чесного Хреста Господнього (ще його називають Воздвиженням Хреста Господнього) — це пам'ять повернення хреста, на якому був розп'ятий Ісус Христос. Перси захопили його як військову нагороду в Єрусалимі в 614 році, і він був повернутий військами Східної Римської імперії в 629 році. Хрест був радісно піднятий для поклоніння вірними християнами при його відновленні.

### Введення в Храм Пресвятої Діви Марії
Відповідно до Традиції, Марія була відведена до єврейського Храму в Єрусалимі як молода дівчина, де вона жила і служила до свого заручення з Йосипом.

### Різдво Господнє

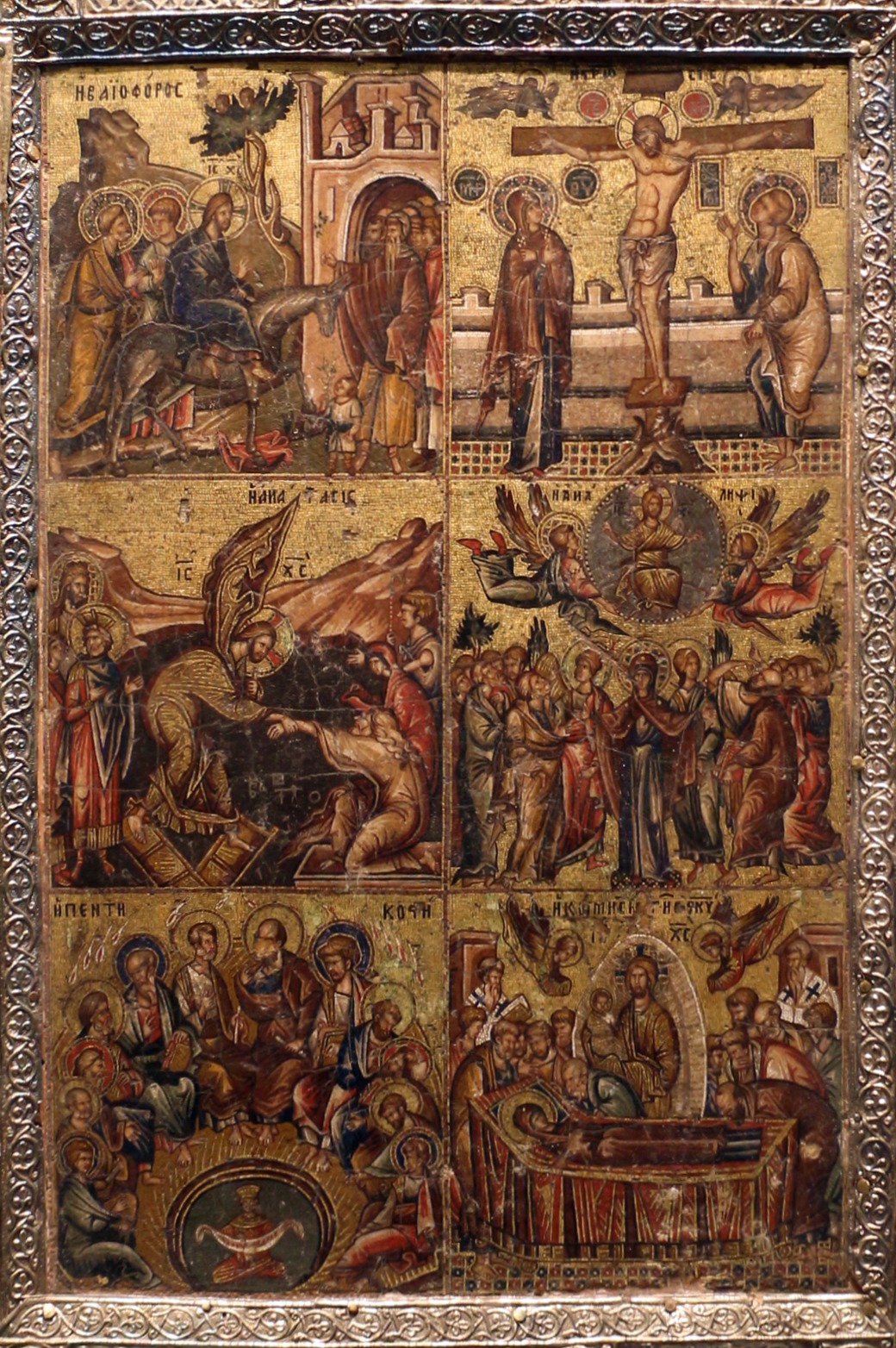
Флігеля візантійського мікромозаїчного диптиху 12 великих свят, бл. 1310. Зліва зверху: Вхід до Єрусалиму, Розп'яття Ісуса, Страждання пекла, Вознесіння Христове, П'ятидесятниця, Успіння Пресвятої Богородиці.

25 грудня — Різдво Христове. Розповідь про Різдво (Євангеліє від Луки 2:1–20) починається з подорожі Марії та Йосипа (зарученого Марії) до Вифлеєму, щоб бути зарахованими до римського перепису населення, проведеного Авґустом Цезарем. По дорозі вони шукають місце, де Марія могла б народити дитину, але всі заїжджі двори переповнені, і єдине придатне місце — це печера (показана як стайня в більшості західних описів), де тримають тварин. Богородиця (Богоносиця, Діва Марія) народжує невимовно (без болю і пологів) і залишається незайманою після пологів.

### Богоявлення (Хрещення Господнє)
Це свято вшановує хрещення Христа Іваном Хрестителем у річці Йордан і початок земного служіння Христа (Євангеліє від Матвія 3:13–17, Євангеліє від Марка 1:9–11). Воно відоме православним як Епіфанія (тобто явлення) і Богоявлення (богоявлення). У деяких східнохристиянських традиціях вони поєднуються разом із Різдвом Христовим, наприклад у Вірменській апостольській церкві та Вірменській католицькій церкві.

### Стрітення Господнє
У Євангелії від Луки 2:22–35 Марія та Йосип віднесли немовля Ісуса до Єрусалимського храму. Його прийняв на руках старець Симеон, який потім молився: «Нині відпусти (померти) раба Твого з миром,… бо я побачив спасіння Твоє». Це була одна з речей, про які Марія «роздумувала в своєму серці» — той факт, що інші визнали, що її Син був Месією. Це свято ще Іпапантом.

### Благовіщення
Згідно з Євангелієм від Луки 1:26–38, ангел Гавриїл явився Марії, щоб сповістити їй, що вона завагітніє і народить сина, хоча вона «не знала чоловіка». Цю дату обрано точно на дев'ять місяців перед Різдвом, що вказує на те, що Христос був зачатий у той час «від Святого Духа та Діви Марії», як зазначено в Нікейському символі віри.

### Вербна неділя
Всього за кілька днів до Його жорстокого розп'яття Ісус був прийнятий натовпом обожнювачів під час Його в'їзду до Єрусалиму на спині молодого віслюка (Євангеліє від Матвія 21:1–11). Натовп з радістю кидав йому на шлях пальмові гілки, і навіть діти вигукували хвалу Йому. Православні святкують цей день з радістю, але з усвідомленням того, що незабаром попереду дуже сумні події. У російських православних гілки верби замінюють святкування цієї події через відсутність пальм на слов'янських землях.

### Вознесіння
Через сорок днів після Воскресіння, благословляючи Своїх учнів (Євангеліє від Луки 24:50–51), Христос вознісся на небо (Євангеліє від Марка 16:19), зайнявши місце праворуч Отця (Нікейський символ віри). Поки учні все ще шукали Ісуса в повітрі, з'явився ангел і сказав їм, що Господь повернеться знову таким же чином, як вони бачили, як Він сходив на небо (Дії Апостолів 1:9–11).

### П'ятдесятниця
Через 50 днів після Воскресіння, на існуюче єврейське свято Шавуот, коли учні та багато інших послідовників Ісуса були зібрані разом для молитви, Святий Дух зійшов на них у вигляді «розрізнених вогненних язиків» зі звуком налетів могутній вітер, і вони почали говорити мовами, яких не знали. У той час до Єрусалиму було багато відвідувачів з єврейської діаспори, які відзначали єврейське свято, і вони були вражені, почувши, як ці невчені рибалки промовляли хвалу Богу своїми чужими мовами (Дії Апостолів 2:1–11).

### Преображення
Ісус пішов зі своїми учнями (пізніше названими апостолами) Петром, Яковом та Іваном (також званим Іваном Євангелістом) на гору Фавор. Зовнішній вигляд Христа змінився, коли вони спостерігали за ним, у славну сяючу фігуру. З'явилися Ілля та Мойсей, які розмовляли з Ісусом. Учні були вражені і страшенно налякані. Ця подія показує божественність Христа, щоб учні зрозуміли після Його Вознесіння, що Він був воістину сяючою сяючістю Отця і що Його Страсті були добровільними. Євангеліє від Марка 9:2–9.

### Успіння Богородиці
Православне свято Успіння є аналогом того, що римо-католицики називають Внебовзяття Пресвятої Діви Марії. Згідно з православним переказом, Марія померла, як і все людство, «заснувши», так би мовити, про що свідчить назва свята. (Католицькі богослови розходяться в питанні про те, чи померла Марія. Сьогодні більшість виступає за справжню смерть до Успіння.) Апостоли були дивним чином покликані на цю подію, і всі були присутні, крім Томи, коли Марія пішла з цього життя. Її поховали. Тома прибув через три дні і, бажаючи побачити її ще раз, переконав інших апостолів відкрити її гробницю. На їхній подив, її тіла там не було.
Ця подія розглядається як перший символ воскресіння вірних, яке відбудеться під час Другого пришестя Христа. Зазвичай це свято називають «Успенським», хоча є багато православних церков з назвою «Успення». По-грецьки «Успіння» означає «Кімісіс» (Коемезис) — засинання смертю, від якого походить слово «кладовище» в англійській мові ("cemetery").